# Atrichopogon natalensis
Atrichopogon natalensis är en tvåvingeart som beskrevs av Ingram och John William Scott Macfie 1923. Atrichopogon natalensis ingår i släktet Atrichopogon och familjen svidknott.
Artens utbredningsområde är Nigeria. Inga underarter finns listade i Catalogue of Life.